# Bayonne (Nova Jérsia)
Bayonne é uma cidade localizada no estado americano de Nova Jérsia, no Condado de Hudson. A cidade foi fundada em 1650, e incorporada em 1869.
A principal fonte de renda da cidade é a fabricação de produtos químicos, primariamente derivados de petróleo. Em 1980, a população da cidade foi estimada em 65 047 habitantes, e em 1990, em 61 440 habitantes.
É a cidade natal de George R. R. Martin (autor da série de livros de fantasia épica As Crônicas de Gelo e Fogo) e Zakk Wylde (vocalista e guitarrista da banda Black Label Society e ex-guitarrista de Ozzy Osbourne)

## Demografia
Segundo o censo americano de 2000, a sua população era de 61.842 habitantes. 
Em 2006, foi estimada uma população de 58.844, um decréscimo de 2998 (-4.8%).

## Geografia
De acordo com o United States Census Bureau tem uma área de 
29,2 km², dos quais 14,6 km² cobertos por terra e 14,6 km² cobertos por água.

## Localidades na vizinhança
O diagrama seguinte representa as localidades num raio de 12 km ao redor de Bayonne. 